# Нью-Коледж (Оксфорд)
Нью коледж (англ. New College)  — коледж Оксфордського університету, заснований єпископом Вільгельмом з Вайкема в 1379 році. Повна назва - Коледж Святої Марії Вінчестерської в Оксфорді  (англ. The College of St Mary of Winchester in Oxford) , однак назва "Нью коледж",незабаром стала використовуватися після його завершення в 1386 році, щоб відрізнити його від старого коледжу св. Марії, який тепер відомий як Оріел коледж. [Buxton, pp. 7–8.]
В 2017 році коледж посів перше місце в таблиці Норрінгтона (цей рейтинг оцінює відносну успішність студентів Оксфорда на випускних іспитах).  Цей коледж високо оцінювався впродовж історії. В середньому, за попереднє десятиліття він посідав третє місце в таблиці Норрінгтона. Нью коледж розташований в центрі Оксфорда, між Холівелл-стріт та Нью-коледж-лейн (відома Оксфордським мостом зітхань), поруч з Коледжем всіх душ, Гаріс Манчестер коледжем, Гертфорд коледжем, Королівським коледжем та коледжем Святого Едмунда.
Дивовижна архітектура зробила коледж популярною локацією для зйомки фільмів, серед яких «Гаррі Поттер і келих вогню», «Mamma Mia! 2» та серіал «Темні матерії» серед інших.
Нью коледж – одна з головних хорових організацій Оксфордського університету. Хор коледжу вважається одним з провідних хорів світу; записано більше ста альбомів, і хор був нагороджений двома Gramophone Awards.
Як більшість коледжів Оксфорду, Нью коледж став приймати студентів обох статей з 1979 року, після того як шість століть був виключно чоловічим навчальним закладом.

## Історія
Незважаючи на свою назву (дослівно «Новий коледж»), Нью коледж – один із найстаріших коледжів Оксфорду. Заснований в 1379 році єпископом вінчестерським Вільгельмом з Вайкема під назвою «Коледж Святої Марії Вінчестера в Оксенфорді» (англ. "Saint Mary College of Winchester in Oxenford"), це другий коледж в Оксфорді, присвячений Пресвятій Діві Марії.

### Заснування
В 1379 році Вільгельм з Вайкема придбав землю в Оксфорді та звернувся до короля Річарда II за хартією, що дозволила б заснування коледжу de novo. У своєму статуті про заснування коледжу Вільгельм з Вайкема оголосив, що до складу коледжу будуть входити вартовий та 70 вчених. Коледж будувався на землях, що належали місту Оксфорд, Мертон коледжу та Королевському коледжу. Та земля була «Міською канавою» (англ. "the City Ditch"), притулком злодіїв та використовувалася для поховань під час «Чорної смерті».
Нью коледж був заснований спільно з Вінчестерським коледжем (школою), що задумувалася як підготовча школа перед вступом до Оксфордського коледжу. Обидва навчальні заклади мають вражаючі архітектурні схожості: обидва виконані майстром-муляром Вільямом Вінфордом. 5 березня 1380 року було закладено перший камінь Нью коледжу. 14 березня 1386 року коледж офіційно перейшов до володіння цими будівлями. Вільгельм Вікхемський  приступив до укладання статутів коледжі, і в 1390 році він оприлюднив першу чернетку. Ці статути були завершені за рік до смерті єпископа (1404).
На гербі коледжу, що затверджений Вільямом Вікхемським – два чорні шеврони (вважається, що один вказує на його майстерність в архітектурі, (муляри користувалися шевронами), а інший додали, коли він став єпископом). Вінчестерський коледж має такий самий герб.
Величність будівель свідчить про досвідченість Вільгельма Вікхемського в управлінні як церковними, так і цивільними установами як єпископ Вінчестерський та верховний канцлер Англії.
І Нью коледж, і Вінчестерський коледж спочатку створювалися для освіти священиків, оскільки після «Чорної смерті» добре освіченого духовенства не вистачало. За розпорядженням Вільгельма Вікхемського, при коледжі мало бути 10 священиків, 3 клерки та 16 хористів. Спочатку хористи розміщувалися в стінах коледжу під керівництвом одного наставника, згодом їхня школа розширилася і в 1903 році переїхала до Школи Нью коледжу (New College School), що на Севіль-роуд.
Окрім того, що це перший оксфордський коледж, де є старші наставники, які проводять консультації, Нью коледж став першим коледжем в Оксфорді, який навмисно побудували навколо чотирикутника – відтоді цей формат став синонімом до Оксфордських та Кембридзьких коледжів.
До 1834 року студенти Нью коледжу звільнялися від складання університетських іспитів на ступінь бакалавра та (ще раніше) на ступінь магістра, а також не мали права на відзнаку, однак їм все одно доводилося складати іспити в коледжі, що сприяло певній репутації коледжу. 

### Громадянська війна
В серпні 1651 року Нью коледж був укріплений парламентськими силами, а монастирі та дзвіниця використовувалися для тренувань стрілецької підготовки та зберігання боєприпасів. В 1685 році Роберт Сестер, студент коледжу, який командував ротою університетських добровольців (які в основному були з Нью коледжу), взяв участь у Повстанні Монмута.

### Девіз
Девіз коледжу "Manners Makyth Man" був придуманий Вільгельмом Вікхемським. Багато в чому цей девіз є доволі революційним. По-перше, він написаний англійською, а не латиною, що робить його незвичним для Оксфорду, навіть революційним, зважаючи на його вік; навіть коледж Святої Катерини, заснований у 1965 році, має девіз латиною ("Nova et Vetera": «нове і старе»). По-друге, девіз робить соціальну заяву; людина визначається не народженням, грошима або майном, а тим, як він або вона поводиться по відношенню до інших людей. Девіз Вільгельма Вікхемського нагадує прозріння в «Етиці» Арістотеля: чоловік або жінка – це те, що він або вона робить, і ми – те, що ми робимо.